# Auguste és Louis Lumière
Auguste Lumière (Auguste Marie Louis Nicolas Lumière) (Besançon, 1862. október 19. – Lyon, 1954. április 10.) és Louis Lumière (Louis Jean Lumière) (Besançon, 1864. október 5. – Bandol, 1948. június 6.) francia mérnökök, akik feltalálókként és filmkészítőkként korszakalkotó szerepet játszottak a fotográfia és film történetben. Nevüket többnyire együtt emlegetik, Lumière testvérek, illetve Lumière fivérek formájában. Számos, fényképészeti szabadalmuk mellett a legfontosabb a mozgókép rögzítésére és vászonra történő kivetítésére, valamint másolásra egyaránt alkalmas kinematográf elkészítése volt, mellyel 1895. december 28-án Párizsban végrehajthatták a világ első kereskedelmi célú vetítését, mely eseményt tekintik a mozi megteremtésének.

## Életük
A Lumière fivérek a kelet-franciaországi Besançon-ban születtek és nevelkedtek, ahonnan 1870-ben költöztek Lyon-ba. Ott mindketten a magas színvonalú műszaki és technológiai ismereteket nyújtó, neves, La Martinière Iskolába jártak. Apjuk, Claude Antoine Lumière (1840-1911) előbb egy fényképészeti stúdiót nyitott, majd Lumière és Fiai névvel mintegy 300 főt foglalkoztató, fényképészeti lemezeket gyártó üzemet vezetett. Fiai vele együtt dolgoztak: Louis mint fizikus, Auguste pedig mint menedzser.
A testvérpárnak három húga (Jeanne, Juliette és France), valamint egy öccse (Édouard) volt. A családtagok szoros, bensőséges kapcsolata különös házasságok kötéséhez vezetett. 1893-ban három Lumière testvér házasságot kötött apjuk közeli barátja, Alphonse Winckler három gyermekével: August Marguerite-et, Louis pedig Rose-t vette feleségül, míg Juliette huguk Jules Winckler felesége lett. (Tíz évvel később France egy másik Winckler fiúval, Charles-lal kötött házasságot.) 1894-ben Auguste-nak és Louis-nak lánya született: Andrée, illetve Susanne.
A két fivér a lyoni Guillotière temetőben nyugszanak, családi sírboltban.

## Találmányaik

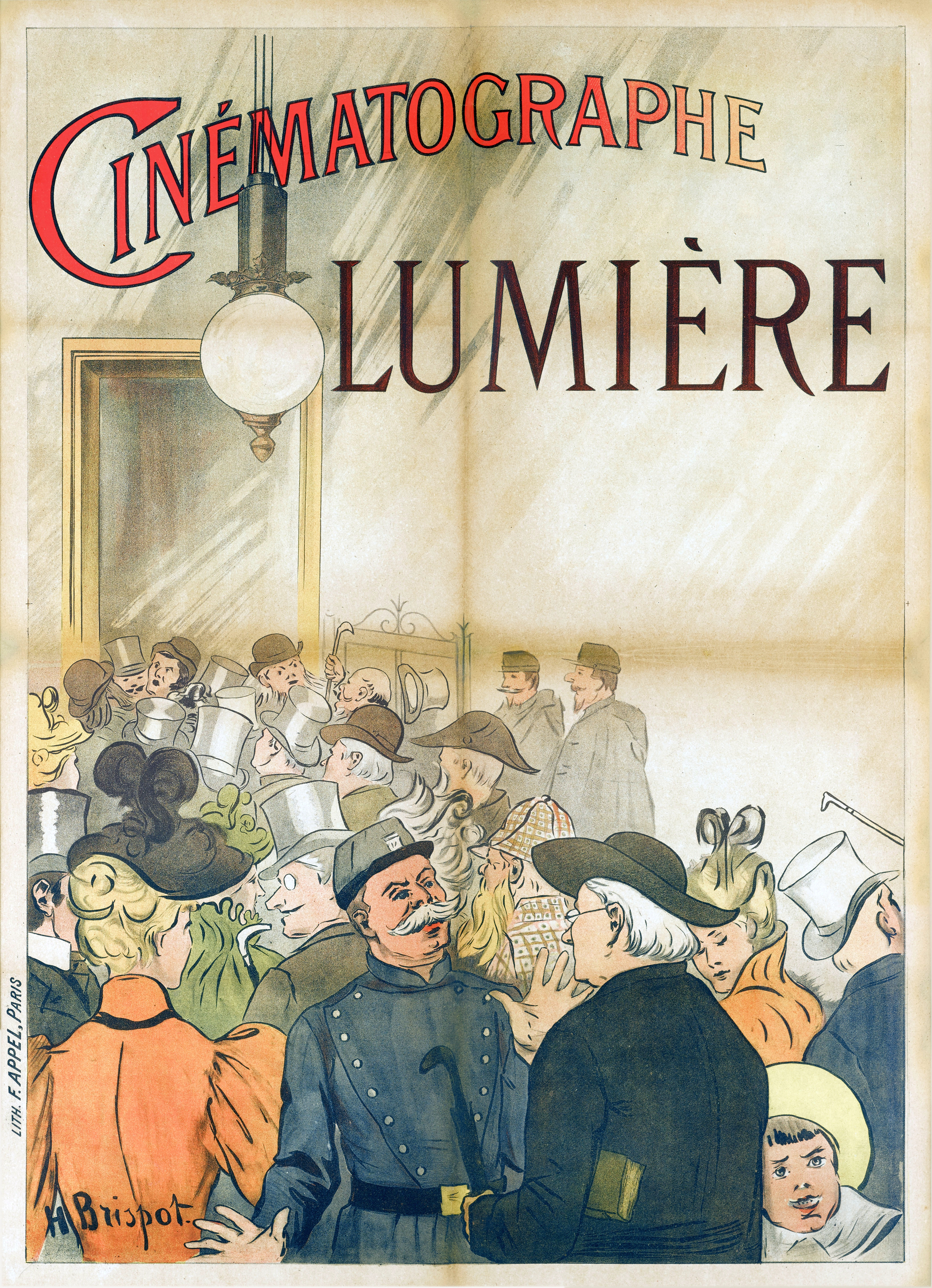

A Lumière fivérek – elsősorban Louis technikai zsenialitásának köszönhetően – számos fotográfiai újítást hajtottak végre, s mintegy 170 szabadalomnak lettek tulajdonosai. Közülük a leginkább figyelemre méltó az 1881-ben levédett száraz-lemezes eljárás volt, mellyel fontos lépést tettek a mozgókép-készítés felé. A később „Étiquette bleue” („Kék címke”) elnevezéssel forgalmazott ezüst-bromid alapú száraz fényképészeti lemez igazi üzleti sikert hozott számukra.
Apjuk 1892-ben visszavonult, a testvérek ekkor kezdtek el mozgóképeket készíteni. Szabadalmaik sora vezetett a filmfelvevő kamera megalkotásáig, a legjelentősebb egy „karmos”, alternáló mozgást végző, a varrógép kelmetovábbítója által ihletett filmtovábbító szerkezet, amely képes volt megállítani minden egyes filmkockát egy-egy pillanatra a vetítőablak előtt. Az általuk megvalósított és 1895. február 13-án szabadalmaztatott kinematográf egyaránt alkalmas volt mozgókép rögzítésére és vászonra történő kivetítésére.
Újabb nagy találmányuk – Louis Lumière szerint a legjelentősebb, melyre tíz évet szentelt – az autokróm, az első valódi, tömegesen is alkalmazható színes direktpozitív képrögzítési eljárás lett, melyet 1907-ben szabadalmaztattak.

## Az 1895. évi zártkörű és nyilvános vetítések
A kinematográf szabadalmaztatását követően forgatták le első filmjüket Lyon-ban, saját üzemük előtt 1895. március 19-én délben. A munkaidő vége című, 46 másodperces alkotáson a Saint-Victor úti üzemből távozó munkások láthatók.
A kinematográf és az elkészített film első, zártkörű bemutatására 1895. március 22-én Párizsban került sor, a Nemzeti Iparpártoló Társulat helyiségeiben. Az év folyamán Louis Lumière mintegy kéttucatnyi filmet forgatott a mindennapi életet bemutatva. Mielőtt az első nyilvános vetítésre sor került volna, a kinetográfot több zártkörű rendezvényen mutatták be a tudomány és technika szaktekintélyeinek: június 11-én a lyoni fényképész kongresszuson, július 11-én Párizsban a természettudományi magazin székházában, szeptember 28-án La Ciotat-ban, az ottani villájukban és az Éden Színházban (e délkelet-franciaországi faluban több filmet is forgattak, olyanokat, mint az egyperces Jardinier, amely Megöntözött öntöző (L'arroseur arrosé) címen vált ismertté, A kisbaba reggelije, A vonat érkezése, a Kikötőből távozó bárka stb.), november 10-én Brüsszelben a belga fényképészek szövetségében, 16-án a Sorbonne nagy előadótermében... A siker minden esetben óriási volt.
Az első, nagyközönség számára is nyilvános, fizetős vetítésre 1895. december 28-án került sor a párizsi Grand Café indiai termében. Az előadást Antoine Lumière tartotta harminchárom néző részére. A főgépész Charles Moisson, a készülék megépítője volt; ő felügyelte a vetítést. Az előadás belépődíját 1 frankban állapították meg. Ezt az előadást tekintik a film, illetve a mozi megszületése pillanatának.

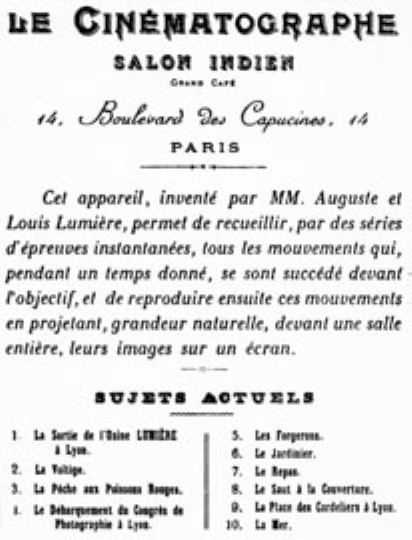
A párizsi Grand Café indiai szalonjának vetítési programja 1895-ben

A párizsi első, fizetős előadáson 10 rövidfilmet mutattak be, melyeket az év folyamán forgattak:
1. A munkaidő vége (La sortie de l'usine Lumière à Lyon)
2. La voltige
3. La pêche aux poissons rouges
4. Le débarquement du congrès de photographie à Lyon
5. Les forgerons
6. Megöntözött öntöző (L'arroseur arrosé [Le jardinier])
7. A kisbaba reggelije (Le repas de bébé)
8. Le saut à la couverture
9. La place des Cordeliers à Lyon
10. La mer [Baignade en mer]

Az elterjedt általános közvélekedés ellenére A vonat érkezése című, La Ciotat-ban forgatott film (L'arrivée d'un train en gare de La Ciotat) nem szerepelt az első napi vetítésen, azt a későbbiekben mutatták be. Ahogy az is csak egy később elterjedt legenda, hogy a nézőkben pánikot okozott volna a vonat közeledő látványa.
A nagyfokú érdeklődés láttán a Lumière fivérek folytatták a mindennapi élet apró történéseinek mozgóképpel való megörökítését, később pedig már megrendezett jeleneteket is felvettek.

## Egyéb találmányok

A máltai kereszt (mechanizmus)

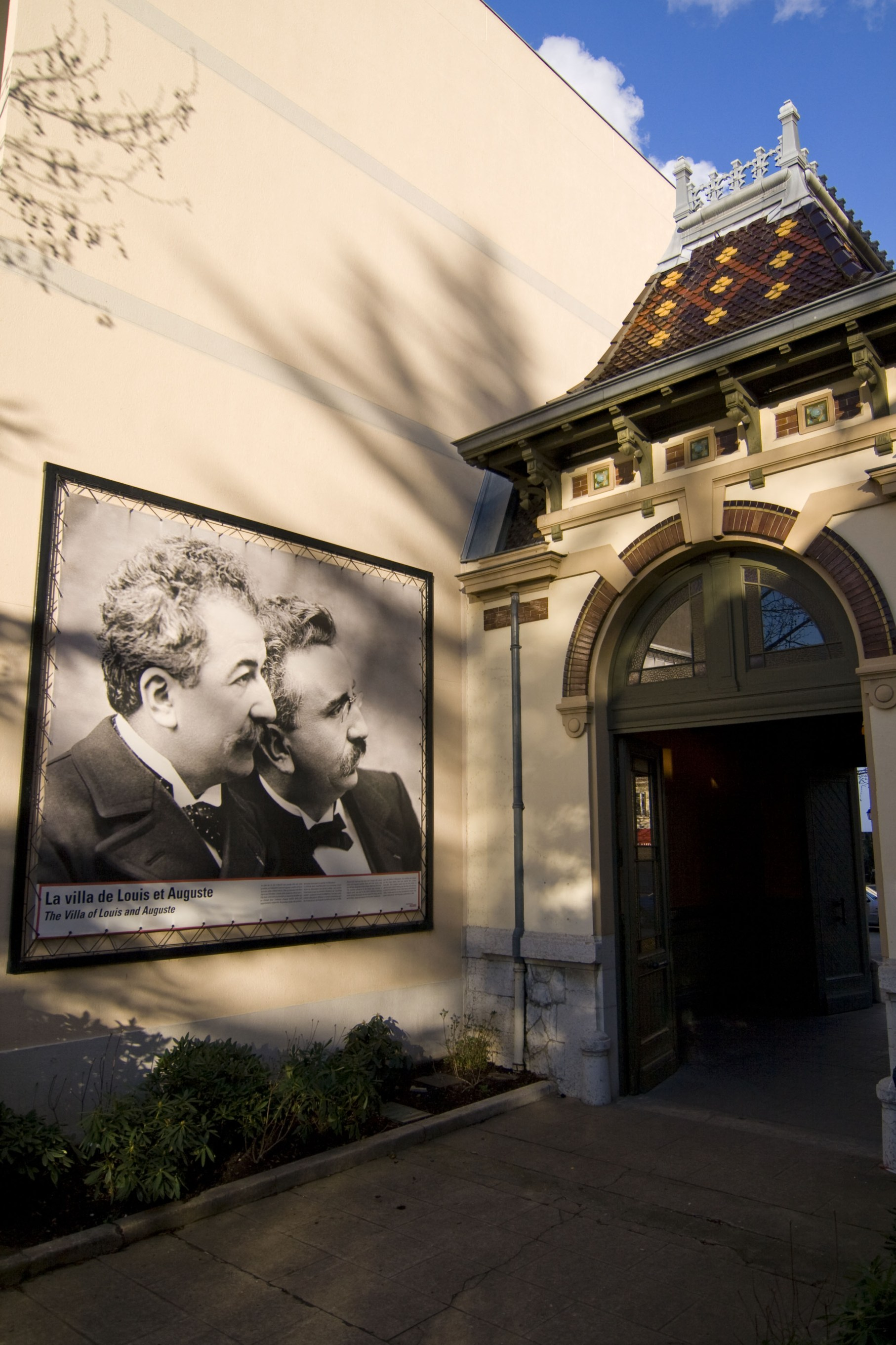
A Lumière Intézet Lyon-ban

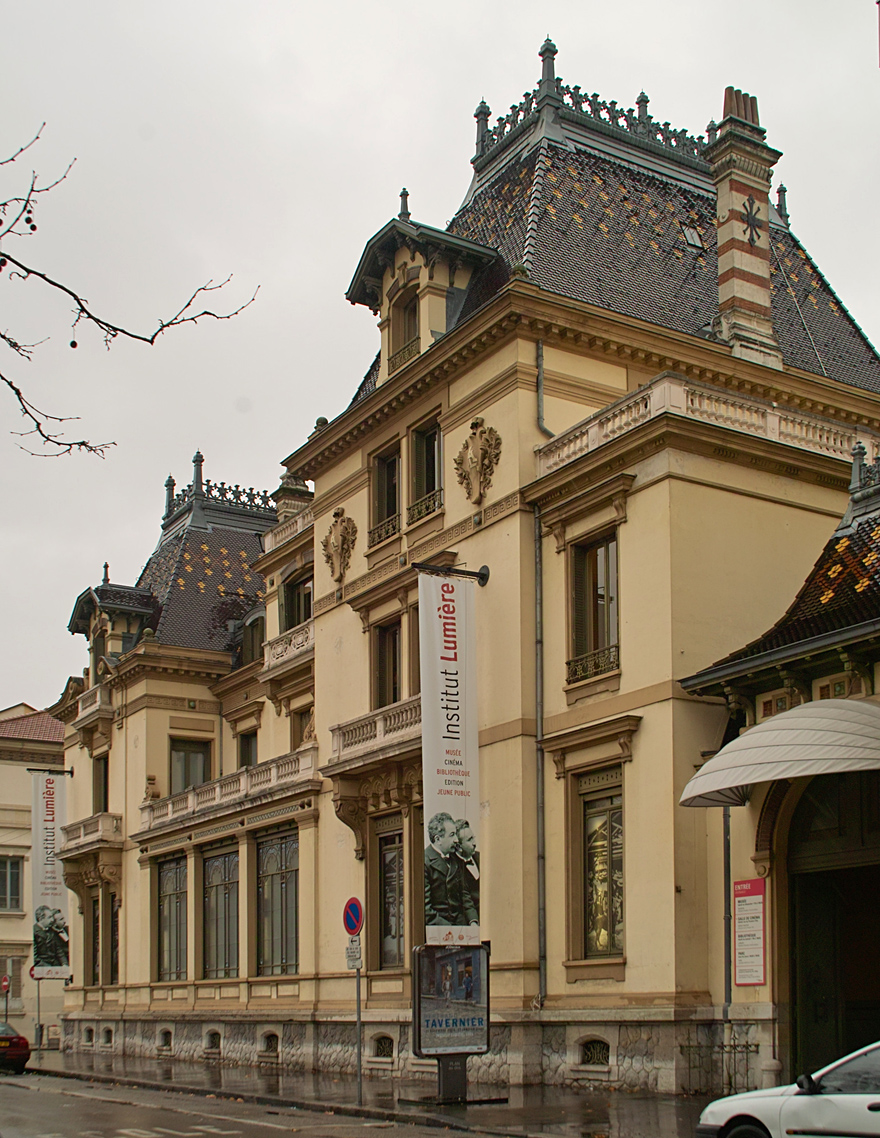
A Lumière-ház Lyon-ban

A kinematográf sikerre vitele, az ezüst-bromidos száraz fényképészeti lemez és az autokróm, az első színes képrögzítési eljárás kidolgozása és ipari méretű gyártása mellett a Lumière testvérek további találmányokat is jegyeztek. Érdeklődésük a sztereófotó felé irányult. 1920-ban kidolgozták a tárgy képének kismértékű eltolással ugyanarra a lemezre történő fényképezésén alapuló sztereófotó szintézis eljárást (egyfajta fotórelief), majd 1932-ben az anaglif technikájú filmreliefet. Tökéletesítették a máltai keresztet, mely így a sokkal finomabb mozgásával hosszabb élettartamot biztosított a filmeknek, mint az általuk először használt karmos filmtovábbító mechanika. Ezt a javított szerkezetet a mai napig használják.
Nevük feltűnik más tudományok, nevezetesen az orvostudomány felfedezései és találmányai körében is. 196 szabadalmat nyújtottak be, s további 43 hordozza valamilyen formában a nevüket (közös, egyéni és vállalati szabadalmak). Ott voltak az égési sérülések kezelésére alkalmas paraffinnal impregnált sebtüll megszületésénél, a krizoterápiás (aranysós) kezelésnek köszönhetően a gümőkór elleni küzdelemben, de kutattak a kriogenika és a prokain-hidrokloridos érzéstelenítés (allokain) területén is. Ebben különösen Auguste volt aktív, aki megpróbált – egyébként sikertelenül – kidolgozni egy, a biológia kolloid jelenségeivel kapcsolatos elméletet.
Munkásságuk elismeréseként 1936-ban mindkét testvér a Francia Becsületrend főtisztje lett.
Lyon VIII. kerületében, egykori üzemeik melletti palotájukban manapság egy múzeum működik, a Lumière Intézet, melynek vezetője két filmes szaktekintély; elnöke Bertrand Tavernier filmrendező, főigazgatója pedig Thierry Frémaux, a cannes-i fesztivál főmegbízottja.

## Tevékenységük a német megszállás alatt
Louis Lumière belekeveredett az olasz fasiszta rezsim támogatásába. Valójában a fasiszta kormány fel akart lépni az amerikai filmművészet hegemóniája ellen, ezért a film feltalálásának negyvenedik évfordulóját felhasználva, 1935. március 22-én egy nagyszabású ünnepséget rendeztek, melyen Louis Lumière személyesen is részt vett. A nap folyamán egy fényképet dedikált a következő szöveggel:„Őexcellenciája, Benito Mussolininek, mély csodálatom kifejezéséül.” A fotót és dedikációt az Olasz Nemzeti Nyomda megjelentette az ezen alkalomra készített kiadvány 3. oldalán. Ugyanitt bátyjával együtt kifejezésre juttatta háláját „az összejövetel fasiszta szervezőinek”, s a Fasiszta Egyetemi Csoportok titkárságának sugallatára hangsúlyozta „a két országot egyesítő barátságot és azt hogy lehetetlen, hogy egy ilyen eredeti közösség a jövőben ne növekedjen.”
1940. november 5-én az alábbiakat nyilatkozta címlapon a Le Petit Comtois Franche-Comté régióbeli köztársasági napilapnak:
Nagy hiba lenne megtagadni a kollaboráns rezsimet, melyről Pétain marsall beszélt csodálatra méltó üzeneteiben. Fivérem, Auguste Lumière, a lapokban, melyekben magasztalta Pétain marsall páratlan presztízsét, töretlen bátorságát, fiatalos lendületét és realitásérzékét, mellyel megmentheti a hazát, azt írta: „Hogy Európa annyira óhajtott összhangja bekövetkezhessen, természetesen az kell, hogy a győztesek által szabott feltételek ne váljanak egy ellene irányuló visszaszoríthatatlan ellenségeskedés kovászává. De senki sem tudná jobban megvalósítani ezt a célt, mint a mi csodálatos államfőnk, Pierre Laval segítségével, aki már számos bizonyítékát adta tisztánlátásának, ügyességének, és az ország igazi érdekei iránti odaadásának.” Én osztom e látásmódot. Teljes mértékben magamévá teszem ezt a nyilatkozatot.
Auguste Lumière helyet foglalt és dolgozott Lyon város tanácsában, melyet a Vichy rezsim állított fel 1941-ben (igaz, ott szinte sosem jelent meg). 1941 júliusában tagja lett a francia néppárt kezdeményezésére felállított „francia önkéntesek légióját” patronáló bizottságnak. Ily módon „feltalálói hírnevét azzal az ellenséggel való fegyveres kollaboráció szolgálatába állította, amelyik fosztogatott, embereket kínzott, deportált, agyonlőtt…” 
Louis Lumière tagja volt a Vichy-kormányzat által Vichy-ben felállított nemzeti tanácsnak, illetve a tanács tájékoztatási bizottságának.
1941-ben mindkét fivér megkapta a Pétain marsall személyére történt felesketéssel együtt járó legmagasabb kitüntetést (Ordre de la Francisque gallique).  Louis Lumière – a nemzeti tanács tagjaként – 1942. január 2-án átvehette a marsalltól a Becsületrend nagykeresztjét is.
1995-ben a film születése 100. évfordulójának megünneplése alkalmából a francia nemzeti bank egy új 200 frankos bankjegyet kívánt megjelentetni a Lumière testvérek arcképével. Volt frontharcos szervezetek tiltakozása, majd egyes politikai pártok állásfoglalása miatt az ügy nagy hullámokat vert a francia sajtóban. Végül a bank leállíttatta a nyomást, és az új bankjegy Gustave Eiffel arcképével jelent meg.

## Tisztelgés a testvérpár előtt

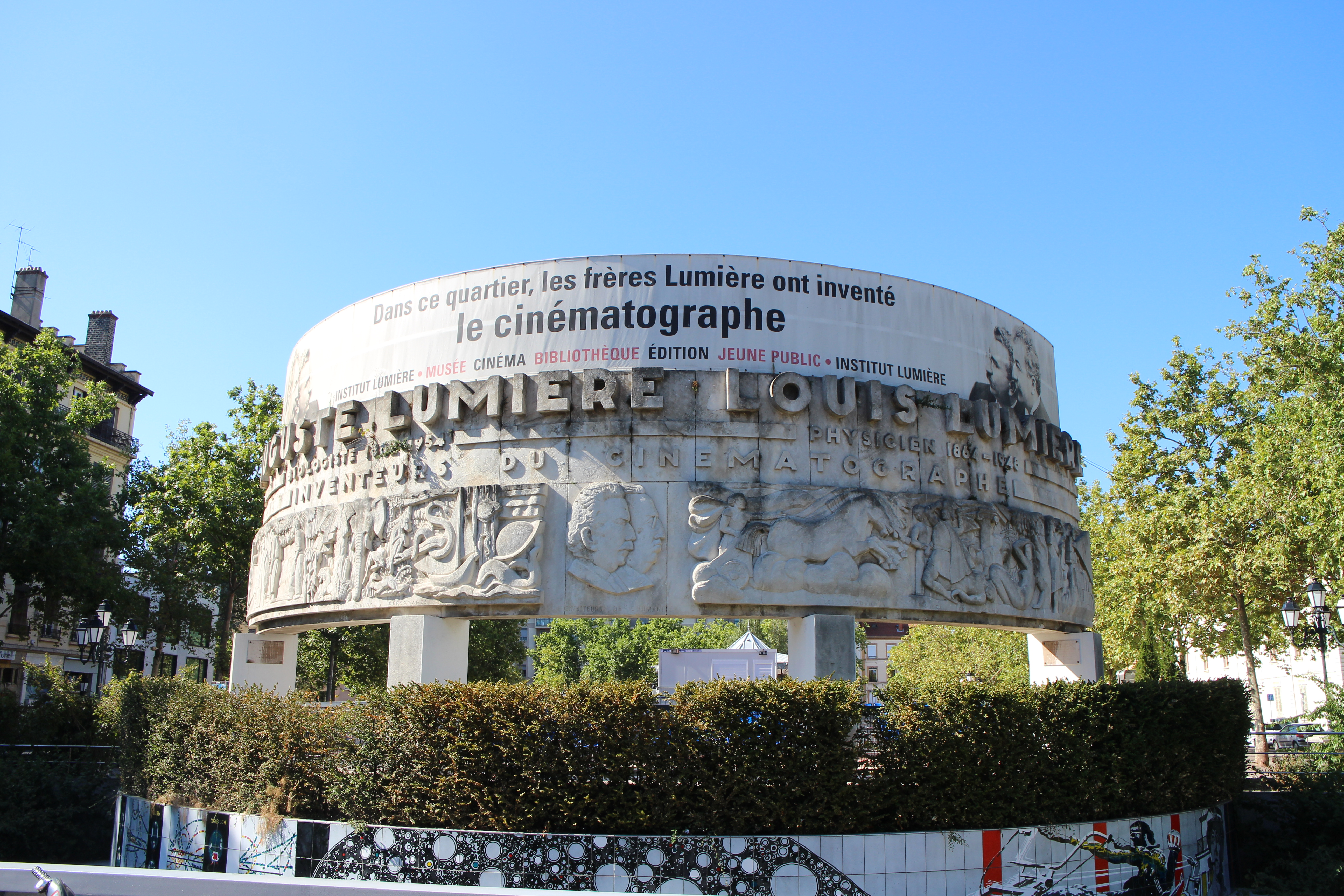
A Lumière testvérek emlékműve a lyoni Monplaisir téren

Az 1939-ben megszervezett, de a 2. világháború kitörése miatt elnapolt 1. Cannes-i Nemzetközi Filmfesztivál tiszteletbeli elnöki tisztére Louis Lumière-t kérték fel.
1952–1967 között a francia Messageries Maritimes társaság egyik óceánjáró hajója Louis Lumière nevét viselte.
La Ciotat-ban, a tengerparton emlékművet emeltek tiszteletükre, az egykori birtokukhoz vezető allét pedig Lumière fasornak keresztelték el. A város filmszínháza ugyancsak nevüket viseli.
Ugyanitt az Éden színházat, ahol levetítették a testvérpár által forgatott első filmet, és amelyet ma a világ legrégebbi mozijaként tartanak számon, 2013-ra restaurálják, és ott kiállítótermet rendeznek be Lumière-ék, valamint a helységben elhunyt Michel Simon színész emlékének.
Franciaországban több oktatási intézmény viseli nevüket, például a Lyon II. Lumière Egyetem, a párizsi filmművészeti képzés fellegvára, a Louis-Lumière Főiskola, továbbá La Ciotat két gimnáziumának egyike, az Auguste-et-Louis-Lumière Gimnázium.
Nevüket viseli a Lumière-díj, melyet a nemzetközi sajtó Párizsban tevékenykedő filmes szakírói ítélnek oda évente, több kategóriában, kiemelkedő francia vagy frankofón filmeknek, illetve alkotóiknak.
A cannes-i fesztiválpalota nagy előadótermét Louis Lumière-ről nevezték el.
2009 óta Lyonban, a Lumière Intézet minden évben megrendezi a Lumière Fesztivált.
Mindkét fivér csillagja megtalálható a hollywoodi hírességek sétányán.
A párizsi Disneyland filmművészetnek szentelt parkjában (Walt Disney Studios Park) a főtér „place des Frères-Lumière” nevet viseli.
Lyonban, a Monplaisir téren, Antoine Lumière egykori lakóházával, a Lumière Intézetnek otthont adó villával szemben, egy óriás hajlított vetítővászon alakú emlékművet emeltek, melynek fehérre festett homorú oldalára, szabadtéri előadások keretében filmeket vetítenek.
2010-ben Philippe Starck francia formatervező A vonat érkezése című filmet használta fel a Royal Monceau szálloda digitális vetítőterme, a „Lumière-ék mozija” bejáratának díszítőmotívumaként.

## Bibliográfia
- Guy Borgé / Marjorie Borgé. Les Lumière. Antoine, Auguste, Louis et les autres : l'invention du cinéma, les autochromes. Préface de Jacques Trarieux-Lumière. Lyon: ELAH, Éd. lyonnaises d'art et d'histoire, 2004
- Jacques Rittaud-Hutinet. Les frères Lumière, l'invention du cinéma. Lyon: Flammarion, 1995 (édité pour le centenaire de l'invention)
- Jacques Rittaud-Hutinet. Antoine, Auguste et Louis Lumière. Lyon: Lugd, 1994
- Jacques Rittaud-Hutinet et Yvelise Dentzer. Auguste et Louis Lumière, Correspondances. Préface de Maurice Trarieux-Lumière. Lyon: Cahiers du cinéma, 1994
- Gina De Angelis. Motion Pictures: Making Cinema Magic (angol nyelven). The Oliver Press Inc. (2003. September). ISBN 9781881508786. Hozzáférés ideje: 2012. március 4.

## Fordítás
- Ez a szócikk részben vagy egészben az Auguste et Louis Lumière című francia Wikipédia-szócikk ezen változatának fordításán alapul.  Az eredeti cikk szerkesztőit annak laptörténete sorolja fel. Ez a jelzés csupán a megfogalmazás eredetét és a szerzői jogokat jelzi, nem szolgál a cikkben szereplő információk forrásmegjelöléseként.